# Pont-de-Veyle (tổng)
Tổng Pont-de-Veyle là một tổng của Pháp nằm ở tỉnh Ain trong vùng Rhône-Alpes.

## Địa lý
Tổng này được tổ chức xung quanh Pont-de-Veyle ở quận Bourg-en-Bresse. Độ cao ở đây từ 168 m (Cormoranche-sur-Saône) đến 225 m (Saint-André-d'Huiriat) với độ cao trung bình 204 m.

## Hành chính
| Giai đoạn | Ủy viên                 | Đảng | Tư cách |
| --------- | ----------------------- | ---- | ------- |
| 2004-2010 | Jean-François Pelletier |      |         |

## Số đơn vị
Tổng Pont-de-Veyle groupe 12 xã và có dân số 11 079 dân (theo điều tra dân số năm 1999, số lượng không tính trùng).
| Xã                      | Dân số | Mã bưu chính | Mã insee |
| ----------------------- | ------ | ------------ | -------- |
| Bey                     | 221    | 1290         | 01042    |
| Cormoranche-sur-Saône   | 904    | 1290         | 01123    |
| Crottet                 | 1 477  | 1750         | 01134    |
| Cruzilles-lès-Mépillat  | 651    | 1290         | 01136    |
| Grièges                 | 1 598  | 1290         | 01179    |
| Laiz                    | 986    | 1290         | 01203    |
| Perrex                  | 721    | 1540         | 01291    |
| Pont-de-Veyle           | 1 484  | 1290         | 01306    |
| Saint-André-d'Huiriat   | 402    | 1290         | 01334    |
| Saint-Cyr-sur-Menthon   | 1 314  | 1380         | 01343    |
| Saint-Genis-sur-Menthon | 363    | 1380         | 01355    |
| Saint-Jean-sur-Veyle    | 958    | 1290         | 01365    |

## Biến động dân số
| 1962                                                     | 1968  | 1975  | 1982  | 1990   | 1999   |
| -------------------------------------------------------- | ----- | ----- | ----- | ------ | ------ |
| 6 896                                                    | 7 335 | 7 766 | 8 808 | 10 276 | 11 079 |
| Nombre retenu à partir de 1962 : dân số không tính trùng |       |       |       |        |        |